# 白田千尋
白田千尋（日语：／ Shirata Chihiro，1996年9月24日—）是一名日本女性聲優。北海道出身。81 Produce所屬。

## 經歷
2017年，白田獲得第11屆81聲優試鏡中的Studio Deen獎。2022年9月，她被宣布擔任電視動畫《我家的英雄》中鳥栖零花的角色。

## 人物
白田的方言是北海道方言。興趣是逛雜貨店和閱讀繪本。特長是背誦元素週期表、滑雪和花卉素描。

## 演出作品
※粗體字為主要角色。

### 電視動畫
2022年
- 決鬥大師 KINGMAX（學生C）

2023年
- 最強陰陽師的異世界轉生記（女僕B）
- UniteUp! 眾星齊聚（粉絲）
- 我家的英雄（鳥栖零花[5]）
- 帶著智慧型手機闖蕩異世界。2（貝麗耶[6]）
- 藍色管弦樂（女學生、中學的同級生、學生、管弦樂部員、護士）
- 決鬥大師 WIN 決鬥學園篇（女性A、女學生A、其他）

2024年
- 女神咖啡廳（女客人）
- 身為VTuber的我因為忘記關台而成了傳說（社員）

### 遊戲
- 城姬Quest（檜山城、古河城）
- 怪物彈珠（2023年 - 2024年、沃蘆娜[7]、成尾生實[8]）